# Heterovalgus antoinei
Heterovalgus antoinei är en skalbaggsart som beskrevs av Ricchiardi 1992. Heterovalgus antoinei ingår i släktet Heterovalgus och familjen Cetoniidae. Inga underarter finns listade i Catalogue of Life.